# لوئیز گوستاوو
لوئیز گوستاوو دیاس (پرتغالی: Luiz Gustavo Dias؛ زادهٔ ۲۳ ژوئیهٔ ۱۹۸۷) بازیکن فوتبال اهل برزیل است.که در باشگاه فوتبال سائوپائولو در پست هافبک دفاعی بازی می کند.
از باشگاه‌هایی که در آن بازی کرده‌است می‌توان به هافنهایم، بایرن مونیخ، وولفسبورگ، مارسی و فنرباغچه اشاره کرد.
این بازیکن همچنین از سال ۲۰۱۱، ۴۱ بار برای، تیم ملی فوتبال برزیل به میدان رفته‌است و طی این مدت ۲ گل به ثمر رسانده‌است.
او کار خود را به عنوان یک مدافع چپ آغاز کرد اما در ادامه بیشتر در پست هافبک دفاعی و همچنین به عنوان یک مدافع میانی بازی کرد. از سال ۲۰۰۷ تا ۲۰۱۷ او در باشگاه‌های آلمانی بوندسلیگا نظیر هوفنهایم، بایرن مونیخ و وولفسبورگ عضویت داشت. گوستاوو طی ۲۴۵ بازی در بوندسلیگا ۱۵ گل به ثمر رساند. او در دوران حضورش در آلمان شش جام از جمله لیگ قهرمانان اروپا را با بایرن مونیخ به دست آورد. لوئیز گوستاوو عضوی از تیم برزیل در جام کنفدراسیون‌های ۲۰۱۳ بود و قهرمان شد. او همچنین در جام جهانی فوتبال در سال ۲۰۱۴ به مقام چهارمی دست یافت.